# Under Cover
Under Cover —en español: Encubierto o Bajo refugio— es un álbum de versiones de Ozzy Osbourne lanzado el año 2005 por Epic Records. Contiene versiones de bandas que influenciaron a Osbourne a lo largo de su carrera como King Crimson, The Beatles, Eric Burdon y The Rolling Stones. En este disco acompañan a Ozzy Jerry Cantrell de Alice In Chains en la guitarra, Mike Bordin en la batería y Chris Wyse de The Cult en el bajo. Una versión similar a Under Cover se incluye en el recopilatorio "Prince of Darkness" del mismo artista.
La canción "Mississippi Queen" fue publicada como sencillo promocional y ocupó la posición n.º 10 en la lista de éxitos estadounidense Hot Mainstream Rock Tracks.

## Lista de canciones
1. "Rocky Mountain Way" (Joe Walsh)
2. "In My Life" (The Beatles)
3. "Mississippi Queen" (Mountain)
4. "Go Now" (Larry Banks)
5. "Woman" (John Lennon)
6. "21st Century Schizoid Man" (King Crimson)
7. "All the Young Dudes" (David Bowie)
8. "For What It's Worth" (Buffalo Springfield)
9. "Good Times" (Eric Burdon & The Animals)
10. "Sunshine of Your Love" (Cream)
11. "Fire" (Arthur Brown)
12. "Working Class Hero" (John Lennon)
13. "Sympathy for the Devil" (Rolling Stones)

## Personal
- Ozzy Osbourne - voz
- Jerry Cantrell - guitarra
- Chris Wyse - bajo
- Mike Bordin - batería

### Músicos invitados y adicionales
- Ian Hunter - voz en "All the Young Dudes".
- Robert Randolph - pedal steel en "Sympathy for the Devil", solo de guitarra en "21st Century Schizoid Man"
- Leslie West - solo de guitarra en "Mississippi Queen".
- Gregg Bissonette, Joe Bonamassa, Bogie Bowles, Tabby Callaghan, Louis Conte, Jim Cox, Madison Derek, Steve Dudas, Molly Foote, Mark Hudson, Sarah Hudson, Michael Landau, James Mastro, Paul Santo, Bruce Sugar.